# 福全 (翰林)
福全（1830年—?），原名福元，字德載，号介臣，一号小菴，伊尔根觉罗氏，正藍旗滿洲人，清朝翰林。

## 生平
道光二十七年（1847年）中丁未科張之萬榜二甲第六十三名進士，與李鴻章、沈葆楨等同榜。選庶吉士。余事不詳。

## 家族
父亲阿克丹是道光丁未科同榜进士。